# 高橋南駅
高橋南駅（こうきょうみなみえき）は、中華人民共和国湖南省長沙市雨花区にある5号線の駅である。

## 駅構造
- 1号線：島式ホーム1面

## 駅周辺
- 長沙大道
- 石壩路
- 新塘壠
- 友誼村